# Relations entre la Colombie et la Grèce
Les relations entre la Colombie et la Grèce sont des relations internationales s'exerçant entre un État d'Amérique du Sud, la Colombie, et un État d'Europe, la Grèce. La Colombie est représentée en Grèce à travers son ambassade située à Rome et a un consulat honoraire à Athènes. La Grèce est représentée en Colombie à travers son ambassade à Caracas et a deux consulats honoraires à Bogota et Carthagène des Indes.